# صاریغ دم‌پردار
صاریغ دم‌پردار (نام علمی: Distoechurus pennatus) نام یک گونه از تیره کوتوله‌پروازان کیسه‌دار است.